# Kamille
Kamille (Matricaria) is een geslacht uit de composietenfamilie (Asteraceae). De bloembodem heeft geen  stroschubben en is hol.

## Kenmerken
Het geslacht kamille (Matricaria) onderscheidt zich van het geslacht schubkamille (Anthemis) doordat bij kamille de stroschubben in het bloemhoofdje afwezig zijn. Bij de schubkamille heeft de bloembodem stroschubben, waar de naam schubkamille naar verwijst. Stroschubben zijn de vliesjes die zich op de bloembodem tussen de buisbloemen bevinden.

## Soorten
In Nederland en België komen twee soorten voor:
- Echte kamille (Matricaria chamomilla, synoniemen: Matricaria recutita en Chamomilla recutita)
- Schijfkamille (Matricaria discoidea, synoniem: M. matricarioides)

Reukeloze kamille (Tripleurospermum inodorum, synoniem: Matricaria maritima) werd voorheen ook in dit geslacht geplaatst, maar wordt tegenwoordig tot het geslacht klierkamille (Tripleurospermum) gerekend.
Ook soorten uit het geslacht schubkamille (Anthemis) dragen de naam kamille, zie aldaar.

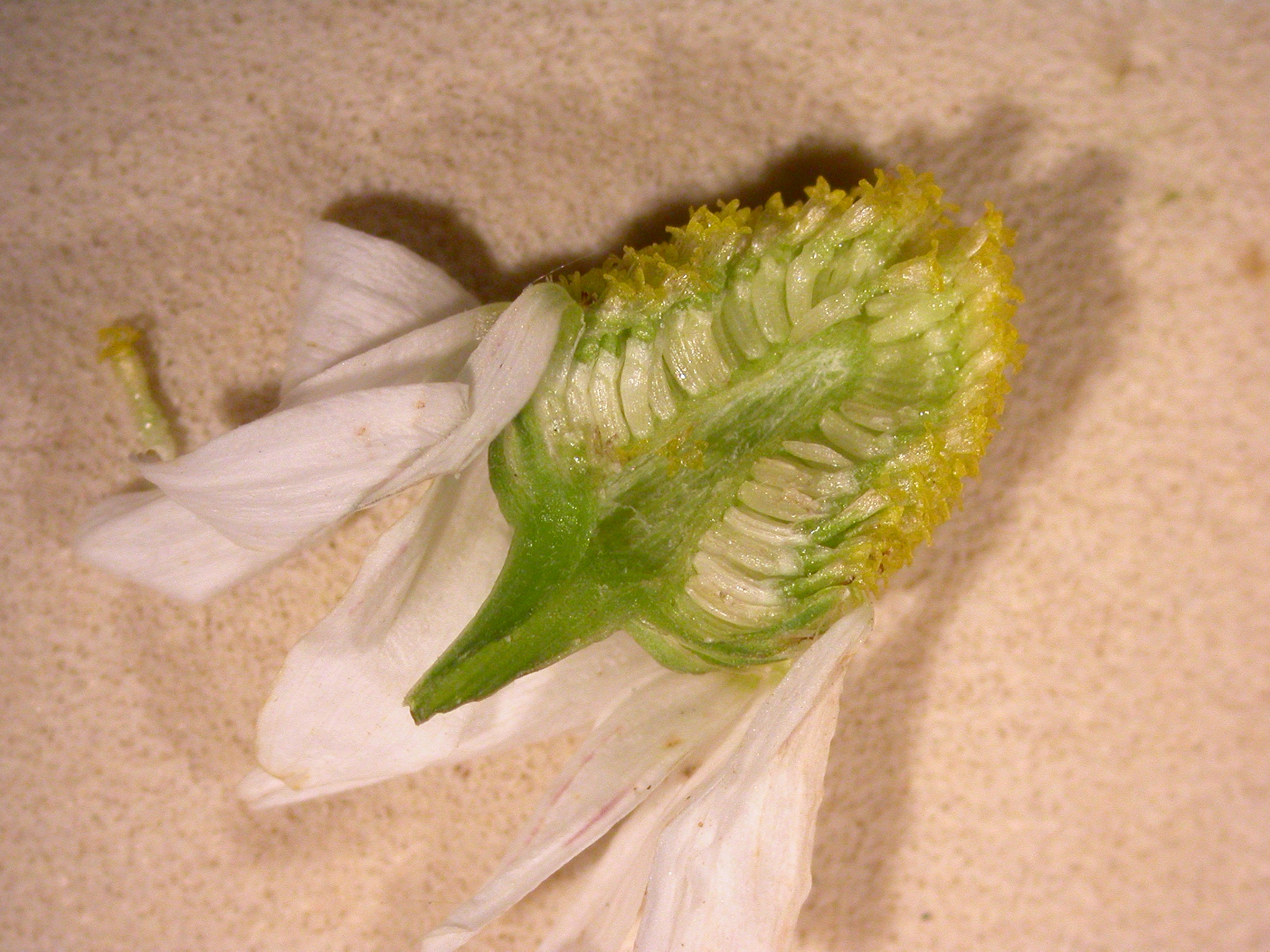
Lengtedoorsnede hol bloemhoofdje zonder stroschubben van echte kamille
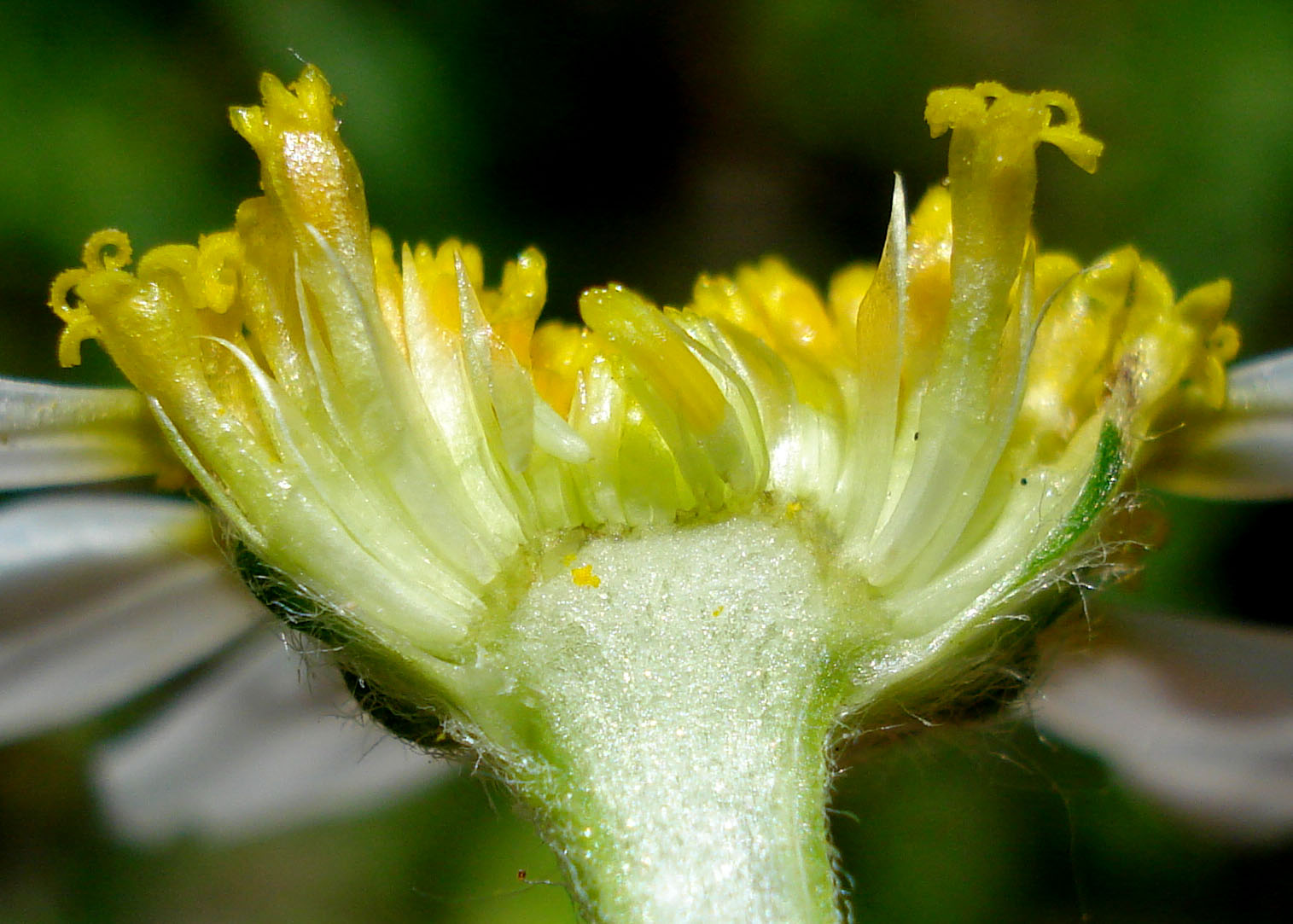
Lengtedoorsnede gevuld bloemhoofdje met stroschubben van valse kamille